# 昆明裂腹魚
昆明裂腹魚（學名：Schizothorax grahami）是輻鰭魚綱鯉形目鯉科裂腹魚屬的一種魚。它們是中國雲南滇池及其相關流域的特有種，現只有在松華垻水庫的牧羊河、冷水河、黑龍潭及青龍潭可以見到它們。雖然分佈在四個位點，但其實所有都是屬於同一群落。由於它們的數量很少，加上受到入侵物種及水污染的威脅，棲息地也日漸消失，故國際自然保護聯盟將它們列為極危。體長可達32公分。

## 外部連結
- Froese, R. & Pauly, D. (eds.) (2011). Schizothorax grahami. FishBase. Version 2011-12.